# Губинська Перша сільська рада
Гу́бинська Пе́рша сільська́ ра́да — адміністративно-територіальна одиниця та орган місцевого самоврядування в Горохівському районі Волинської області. Адміністративний центр — село Губин Перший.

## Загальні відомості
- Територія ради: 19,9 км²
- Населення ради: 590 осіб (станом на 2001 рік). Кількість дворів — 218.

## Населені пункти
Сільраді підпорядковані населені пункти:
- с. Губин Перший
- с. Ниви-Губинські

## Населення
За переписом населення України 2001 року в сільській раді мешкало 590 осіб.

### Мова
Розподіл населення за рідною мовою за даними перепису 2001 року:
| Мова       | Відсоток |
| ---------- | -------- |
| українська | 98,98 %  |
| російська  | 0,34 %   |
| словацька  | 0,34 %   |
| білоруська | 0,17 %   |

## Господарська діяльність
В Губинській Першій сільській раді працює будинок культури, бібліотека, 1 дитячий садок, 2 медичні заклади, 2 АТС на 17 номерів, 3 торговельних заклади.
По території сільської ради проходить О030208, залізничний шлях лінії Ківерці — Підзамче (Рівненська дирекція залізничних перевезень Львівської залізниці), розташований залізничний зупинний пункт Ниви-Губинські.

## Склад ради
Рада складається з 12 депутатів та голови.
- Голова ради: Січевський Дмитро Юрійович
- Секретар ради: Шак Ірина Володимирівна

### Керівний склад попередніх скликань
| Прізвище, ім'я, по батькові | Основні відомості                                                         | Дата обрання | Дата звільнення |
| --------------------------- | ------------------------------------------------------------------------- | ------------ | --------------- |
| Кірічук Віктор Анатолійович | Сільський голова, 1977 року народження, безпартійний                      | 26.03.2006   | 31.10.2010      |
| Січевський Дмитро Юрійович  | Сільський голова, 1983 року народження, освіта вища, член Народної партії | 31.10.2010   | 25.10.2015      |
| Січевський Дмитро Юрійович  | Сільський голова, 1983 року народження, освіта вища, безпартійний         | 25.10.2015   |                 |

Примітка: таблиця складена за даними сайту Верховної Ради України та ЦВК

### Депутати VII скликання
За результатами місцевих виборів 2015 року депутатами ради стали:

#### За суб'єктами висування
| Суб'єкт висування      | Кількість обраних депутатів | %     |
| ---------------------- | --------------------------- | ----- |
| Самовисування          | 10                          | 83.33 |
| Аграрна партія України | 2                           | 16.67 |

#### За округами
| № округу | Прізвище, ім'я, по батькові    | Ким висунуто           | Дата нар.  | Освіта              | Партійна приналежність | Відомості                                              |
| -------- | ------------------------------ | ---------------------- | ---------- | ------------------- | ---------------------- | ------------------------------------------------------ |
| 1        | Улюнюк Олена Володимирівна     | Самовисування          | 13.11.1977 | професійно-технічна | безпартійна            | Не працює                                              |
| 2        | Ольха Олексій Євгенович        | Самовисування          | 31.01.1964 | загальна середня    | безпартійний           | Не працює, пенсіонер                                   |
| 3        | Січевська Галина Володимирівна | Самовисування          | 14.06.1985 | професійно-технічна | безпартійна            | Горохівська стоматполіклініка, медсестра               |
| 4        | Крищук Лідія Миколаївна        | Аграрна партія України | 31.05.1990 | професійно-технічна | безпартійна            | ТзОВ «Волиньзерно-продукт», лаборант                   |
| 5        | Маляздревич Наталія Іванівна   | Самовисування          | 03.08.1969 | професійно-технічна | безпартійна            | ФАП с. Губин Перший, зав. ФАПом                        |
| 6        | Улянюк Валентина Вікторівна    | Аграрна партія України | 25.05.1972 | загальна середня    | безпартійна            | Не працює                                              |
| 7        | Цісар Людмила Іванівна         | Самовисування          | 19.05.1964 | професійно-технічна | безпартійна            | ПОСП ім..І.Франка, бухгалтер                           |
| 8        | Шак Ірина Володимирівна        | Самовисування          | 05.10.1976 | професійно-технічна | безпартійна            | Губинська Перша сільська рада, секретар сільської ради |
| 9        | Цимбалюк Тетяна Анатоліївна    | Самовисування          | 10.09.1979 | професійно-технічна | безпартійна            | ЗОШ І-ІІІ ст. с. Сенкевичівка, медсестра               |
| 10       | Ковальчук Валентина Василівна  | Самовисування          | 02.08.1975 | професійно-технічна | безпартійна            | Губинська Перша сільська рада, головний бухгалтер      |
| 11       | Цісар Тетяна Володимирівна     | Самовисування          | 11.05.1974 | професійно-технічна | безпартійна            | Не працює                                              |
| 12       | Ющук Руслана Йосипівна         | Самовисування          | 05.03.1969 | вища                | безпартійна            | ЗОШ-інтернат І-ІІІ ст. с. Сенкевичівка, вчитель        |